# Ћилимарство у Турској
Ћилимарство (kilimcilik) као ткачки занат одражава традицију и народни дух, осликава веровање и схватање света, приказује умеће ткаља да користећи обиље мотива, боја и техника, изрази своја најтананија осећања и пренесе поруке у спољни свет.

## Тепих Пазирик
Ћилимарство је једна од најстаријих врста ручног рада у турској народној традицији.
Теписи су били у употреби још пре наше ере, захваљујући писаним изворима и представама предмета на уметничким споменицима Месопотамије и Египта. Ћилимарство је било веома важан аспект свакодневног живота азијских народа. Номадска племена, селећи се научила су да праве шаторе од козије длаке, које су израђивали техником ткања. Ткачке производе су користили за задовољење природних, свакодневних потреба, као што су простирке, шаторска крила, завесе, одевни предмети, торбе, а касније и као важан део девојачке спреме.

Теписи и ћилими су вредан поклон или средство трговине. Открића совјетских истраживача од 1947. до 1949. год. у јужном Сибиру, ископавајући гробове на локацији у Пазирику открили су добро очуван тепих већих димензија. Археолог Сергеј Иванович Руденко, однео је тепих у Санкт Петербург где се и данас чува у музеју Ермитаж. Најстарији откривени тепих, по месту на коме је пронађен добио је назив тепих Пазирик. Тепих датира из периода између 5. и 3. века п. н. е. Тепих Пазирик настао је око 500. године п. н. е. Сачуван је захваљујући леду који га је прекривао и на тај начин конзервирао. Међу научницима је коначно преовладало мишљење да је реч о тепиху централноазијских прототурских племена која су насељавала то подручије. Текче је преко стила украшавања дошао до закључка да су га израдили Хуни. Босаљи, затим Елисејев, Кисељев, Ростовцев, Смирнов и други руски научници, као и неки кинески аутори, такође су утврдили исто чињенично стање. Тепих Пазирик који је из петог кургана испод дебелог слоја леда извукао руски археолог Руденко, је сматрао да припада Скитима. Утврђено је да су га извадили Хуни и да потиче из 5. века п. н. е. 
Вунени тепих димензија 200Х183цм, односно 200Х189цм, дебљине 2мм, ткан густином од 360.000 чворова по метру квадратном, указује на висок квалитет. Тепих је ткан симетричним, дуплим, затвореним турским, Гордес чвором. Правоугаоног је облика са централним пољем украшеним геометријским цветним стилизацијама укомпонованим у 24 четвороугла, које подсећају на осмокраку звезду и са пет бордура које приказују коњанике у фризу, грифоне, јелене и друге животиње. Боје су бакарноцрвена, оранж и две нијансе плаве. Рађен турским чвором, тепих на једној од бордура садржи мотив карактеристичне „хунске“ или „туркменске руже“, као и елементе „евроазијског анималног стила“. Аутори такође истичу да су приказани животињски мотиви у директној вези са турском митологијом.
Тепих Пазирик не може представљати почетак у развоју ћилимарства већ је, напротив, резултат дугогодишње традиције претходних генерација. То је префињено и раскошно дело које захтева посебно знање и умеће. Делови тепиха у градовима Лу-Лана у Туркестану садрже мотиве ромба, траке и стилизоване цветне мотиве. Боје на њима су сјајне и живе и састоје се од три нијансе жуте, тамноплаве, црвене, мат зелене и смеђе. Ови чворовани теписи потичу из периода од 3. до 6. века наше ере.

## Турско ћилимарство након пријема ислама и утицај на Запад
Турско ћилимарство наставља свој развој у Малој Азији, упоредо са развојем Селџучког царства (11-14. века). Најстарији теписи из тог приода, датирају из 13. века, а пронађени су у џамији Алаедин Кејкубат у Конији. Очувани су само фрагменти.
Подлога је тамноплава и тамноцрвена, а орнаменти на њој светлоплави и светлоцрвени. Одсуство већег броја боја пружа изванредну хармонију нијанси. Мотиви су претежно геометријски. Карактеристика ових тепиха су куфски натписи на широким бордурама. Од 14. века срећу се стилизовани мотиви животиња. То су углавном птице. Крајем 14. века животињски мотиви постају богатији и чешћи. Током 15. века фигуре животиња из пасивног става прелазе у композиције борбе које прате змајеви и птица феникс. Крај 15. века доноси смиривање ове врсте мотива и почињу геометријске фигуре. То су композиције октогона, ромбова и кукастих орнамената. Период 14. и 15. века у турском ћилимарству се назива Период беглука. У 16. веку турско ћилимарство доживљава други бриљантан период у виду тепиха израђених у граду Ушак.
Теписи Ушак представљају најзначајнију групу анадолијских тепиха. Веома богатих дезена су, тамноцрвени, сјајножути, боје опеке, зелени, светлоплави и понеке контуре израђене су црном бојом. На теписима беле подлоге уочавају се нежнији тонови боја. Познати су теписи Ушак са мотивима облака и оријенталним мотивом чинтамани у виду три пеге односно круга. Теписи Ушак се деле у две велике групе: са медаљоном и са звездом.
На теписима с медаљоном на средини доминира велики медаљон праћен или оивичен медаљоном мањих димензија. На теписима Ушак са звездом доминирају мотиви у облику звезде тамних боја. Већи значај и вредност имају теписи с медаљонима већих димензија до десет метара. Теписи са звездом су били средње величине. Израда траје до 18. века. У наредном периоду престиж преузимају теписи из Бергаме.
Бергамски теписи оживљавају селџучке мотиве, као што су куфски орнамент и геометријске форме. Биљни мотиви су такође стилизовани. Следећи период представљају Осмнлијски дворски теписи. У овом периоду почиње се осећати персијски утицај. Натуралистички биљни мотиви, стилизовани листови прилагођени су турском уметничком сензибилитету. Прихвата се и персијски човор Сена, којима су ткани сви дворски теписи јер изгледају нежније и мекше. Мотиви су заобљени листови, гране и цветови биљака, стилизоване лале, руже и зумбули. Карактеристика ових тепиха је бескрајно понављање главног мотива. Уколико има медаљона и рубних украса, они су минимализовани и уклопљени тако да не угрожавају главни мотив.  Међу дворским теписима посебно место заузимају молитвени теписи сеџаде, који поседују високу уметничку вредност. Израђују се почетком 15. века и садрже молитвене нише михраба, који се поставља у смеру Ћабе. Молитвени теписи су израђивани у различитим стилизацијама михраба. Центри за израду тих тепиха су места: Гордес, Кула, Ладик, Милас, Киршехир, Муџур, Бергама и други.
Ћилими су сачувани у далеко мањем броју него теписи, јер су тањи и осетљивији, брже се хабају.
Марко Поло, који је боравио у Малој Азији, истицао је да су у Анадолији рађени најбољи и најлепши теписи, посебно у градовима Конија, Кајсери и Сивас. Први примерци турских тепиха појавили су се у Европи током крсташких ратова. Ћилим као турцизам ушао је у српски језик. У турском ћилимарству користе се термини као што су: хали, џиџим, зили, сили, сумак и сви припадају ткачким производима. Разликују се по начину ткања, чворовања, дебљини, боји и дезену.

## Мотиви и њихова симболика
Мотиви су изучавани на више начина и са различитих аспеката. Најдетаљнија класификација је дата у делу Мине Ербек.
- Мотиви везани за рађање и размножавање (Руке на боковима, Овнујски рогови, Плодност и благостање, Човек, Трака за косу, Наушнице, Букагије, Сандук, Јин и јанг, Звезда
- Мотив који симболизује живот и означава основне животне потребе (Текућа вода)
- Мотиви заштите од урока (Чичак, Рука, прст и чешаљ, Талисман и амајлија против урока, Око, Крст, Удица)
- Мотиви заштите душе (Змија и змај, Шкорпија, Вучја уста, вучји траг и нога звери)
- Мотиви бесмртности и порекла (Дрво живота, Обележје)
- Мотив смрти (Птица)

Ткање је дело анонимних аутора. Ткаља у своје дело уноси свој унутрашњи свет и даје му душу.
Симболичка значења и садржаји мотива чине јединствену и непоновљиву целину. Између тога постоји склад и јединство. Скуп симбола је представљао једину имовину турске жене.